# Красна площа
Кра́сна пло́ща (рос. Красная площадь) — головна площа Москви, розташована в центрі міста. Назва походить від давньоруського «красний» — гарний,  красивий. Із західної сторони до площі прилягає Кремль, зі східної ГУМ, «Китай-город», з північної Історичний музей та Собор Казанської ікони Божої Матері, а з південного сходу Собор Василія Блаженного (Покровський собор).

## Опис
Довжина площі 330 метрів, ширина 70 метрів.
На площі містяться Лобне місце, пам'ятник Мініну та Пожарському, Мавзолей Леніна, а коло нього — Некропольний ряд Кремлівської стіни, де захороненні діячі (в основному політичні та військові) Радянського Союзу (ще в 1920-30-х там ховали комуністів з-за меж СРСР).

## Назва
Після свого утворення наприкінці XV ст. площа називалася просто «Торг», у XVI ст. — «Троїцькою» (за назвою церкви, що містилася тоді в південній частині площі). Після пожежі 1571 року площа отримала назву «Пожар», і нарешті, у другій половині XVII ст. вона дістає своє сучасне ім'я — «Красна». Це сталося після зведення надбудови в 1625 році над Спаською вежею Кремля: назву «Красна площа» в народі спочатку одержала ділянка між собором Василія Блаженного, баштою і Лобним місцем. Під кінець XVII століття ця назва поширилась на весь майдан. Втім існує й інша версія походження назви: первісно Красна площа розміщалася усередині кремлівських стін, приблизно в районі сучасної Соборної площі (там само, вважають розташовувалося й Лобне місце), і на неї виходив палацовий ґанок, що називався «красним», і на який вели троє «красних» сходів. Під ґанком, між сходами, була Красна брама. Палацовий сад, що примикав до площі з південного заходу, теж мав назву «красного».
Оскільки прикметник красный у сучасній російській мові зазвичай вживається в значенні не «красний», а «червоний», у багатьох мовах назва площі є неточною калькою зі значенням «Червона площа» (пол. Plac Czerwony, болг. Червеният площад, англ. Red Square, фр. Place Rouge, тат. Кызыл мәйдан). В англійській мові сполучення Red Square також означає «Червоний квадрат»; цю вузькомовну гру слів використав американський письменник Мартін Круз Сміт в однойменному романі.

## Історія
На думку більшості дослідників, Красна площа веде свою історію з 1493 р., коли за указом великого князя Івана III московський торг, що доти розташовувався в Кремлі, був виведений за його межі.
Місцевість на схід від Кремля з міркувань протипожежної безпеки очистили від забудови, на утвореній площі відкрився торг.
У XIX столітті почався період нового розквіту Красної площі. У 1804 році вона була вперше забрукована, по обидві боки її звели нові торгові ряди. Колишні, що йшли вздовж Кремлівського муру від Спаських до Нікольських воріт, були розібрані в 1812-му. Тоді ж знесли крамниці на Спаському мості і біля Покровського собору.
У 1818 році в центрі площі встановлено пам'ятник Козьмі Мініну і князю Дмитру Пожарському роботи українського скульптора Івана Мартоса (у 1930 році під час реконструкції площі пам'ятник переміщений ближче до Покровського собору).
Влітку 1909 року по Красній площі проклали трамвайні рейки: колія йшла у вигляді петлі від Забєлінського проїзду до Верхніх торгових рядів, далі — до пам'ятника Мініну і Пожарському в центрі площі і до собору Василія Блаженного. Далі маршрут проходив Васильовським спуском на Великий Москворіцький міст. Трамвай на Красній площі існував до серпня 1930 року, під час її реконструкції рейки були зняті. На фотографіях початку століття вже можна побачити тонкі асфальтові доріжки, покладені прямо на круглякову мостову.
З 1918 площа стала місцем демонстрацій і мітингів трудящих Москви, парадів Збройних Сил СРСР. У 1924 році біля Сенатської вежі споруджено тимчасовий мавзолей, куди помістили тіло В. І. Леніна. Будівництво постійного мавзолею тривало в 1929—1930 роках, тоді ж була проведена реконструкція площі, зміна покриття з кругляку на брущатку. З 1938 року по площі був дозволений рух автотранспорту.
7 листопада 1941 року на Красній площі відбувся парад з нагоди 24-річчя Жовтневого перевороту, а 24 червня 1945 року — Парад Перемоги.
На початку 1990-х відновлені деякі пам'ятки архітектури, знищені за радянських часів — Воскресенські ворота і Казанський собор.

## Будови й споруди
- Лобне місце
- Мавзолей Леніна

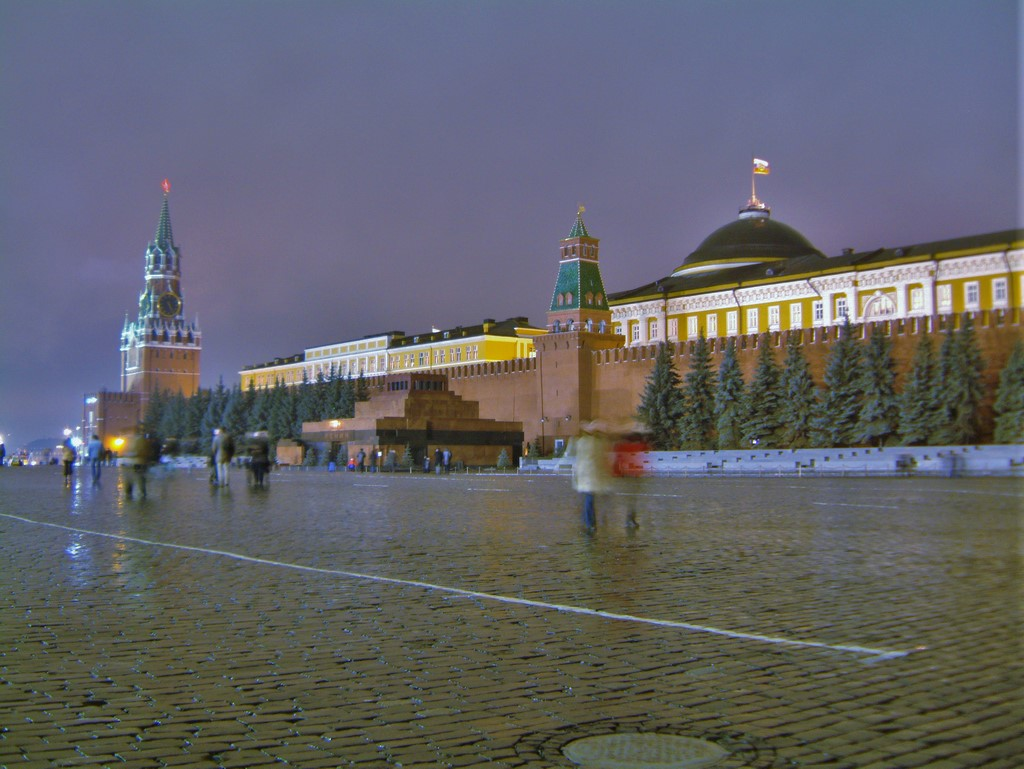
Вночі
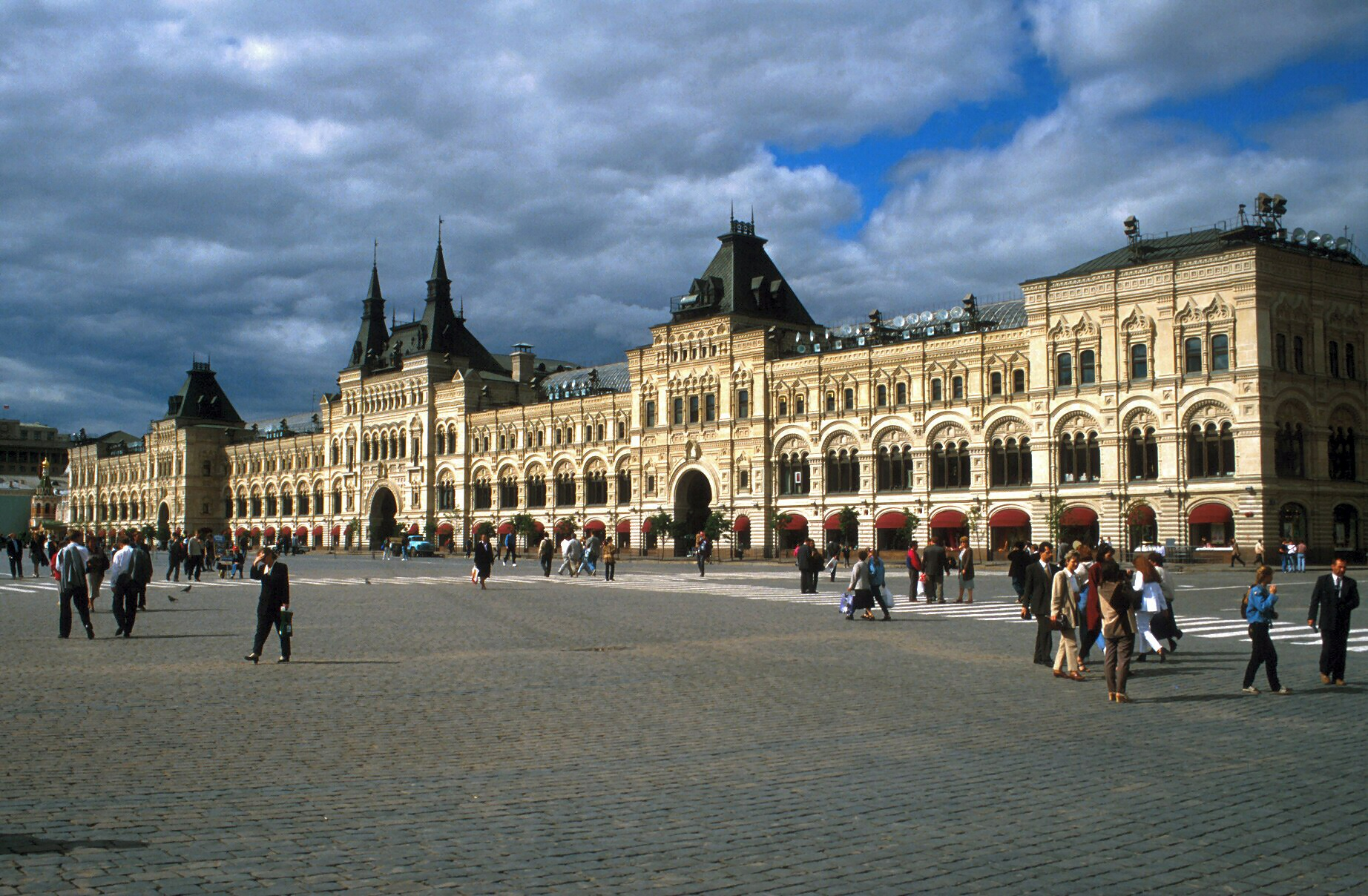
ГУМ
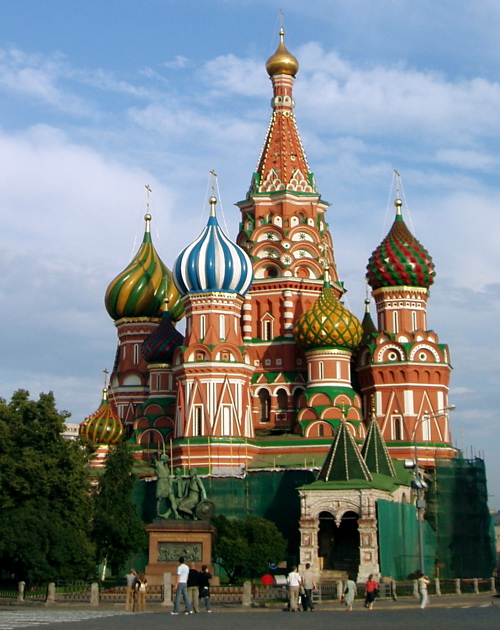
Собор Василя Блаженного
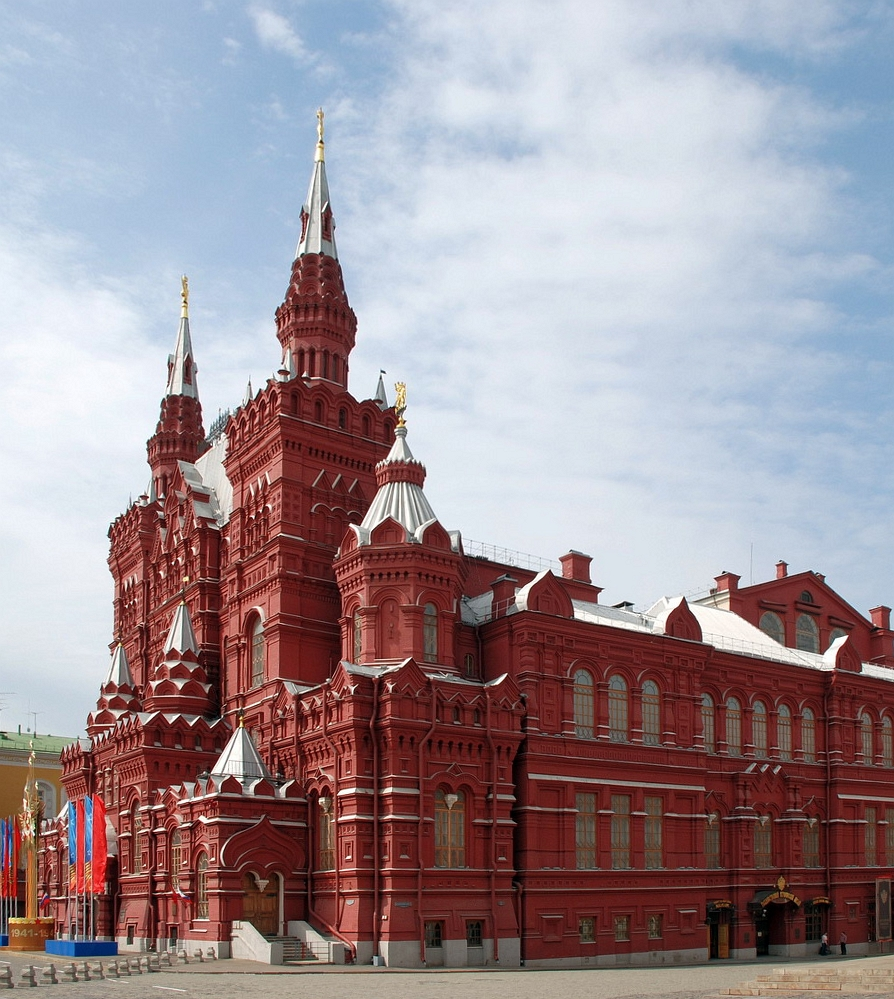
Історичний музей
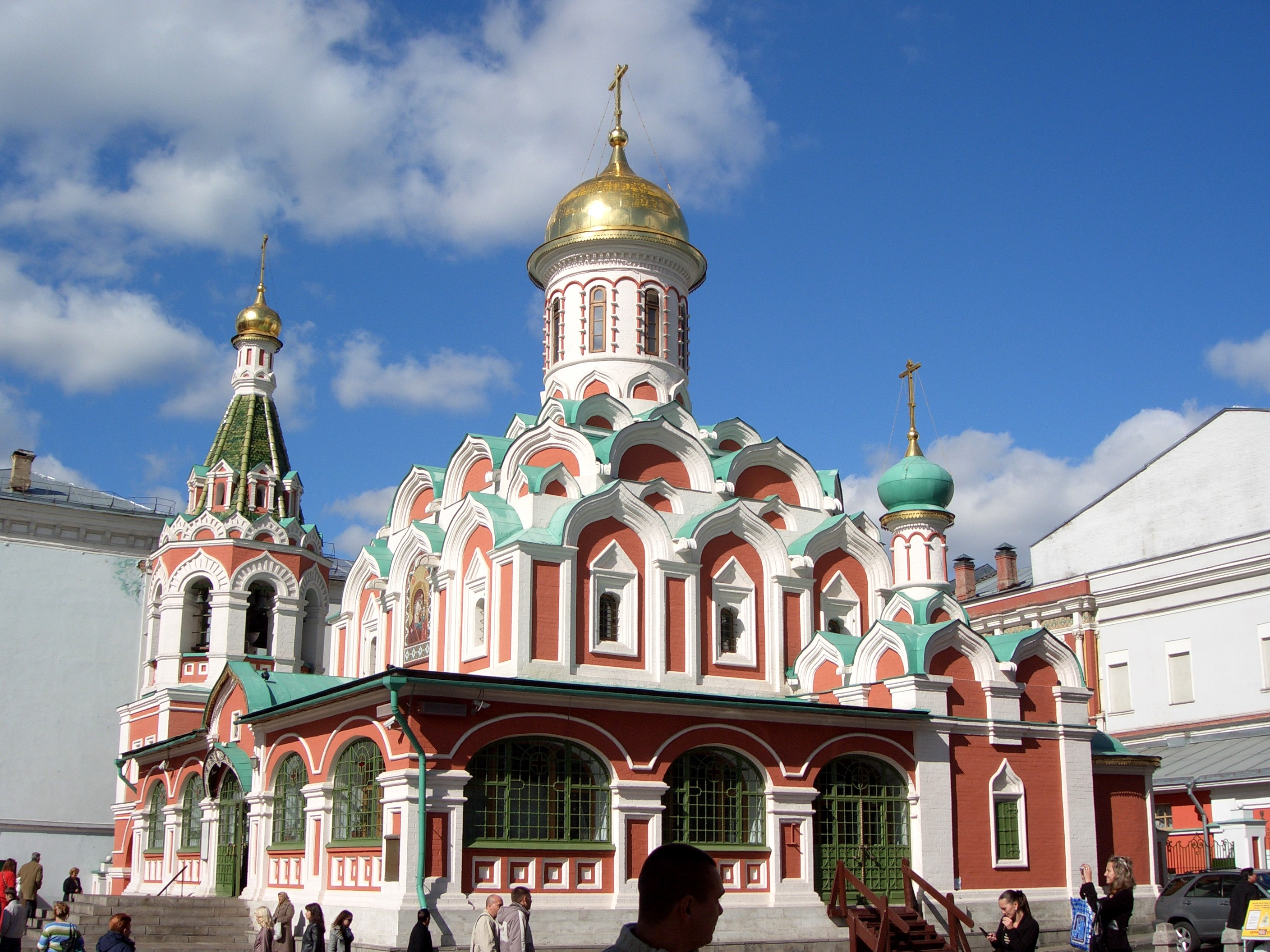
Собор Казанської ікони Божої Матері
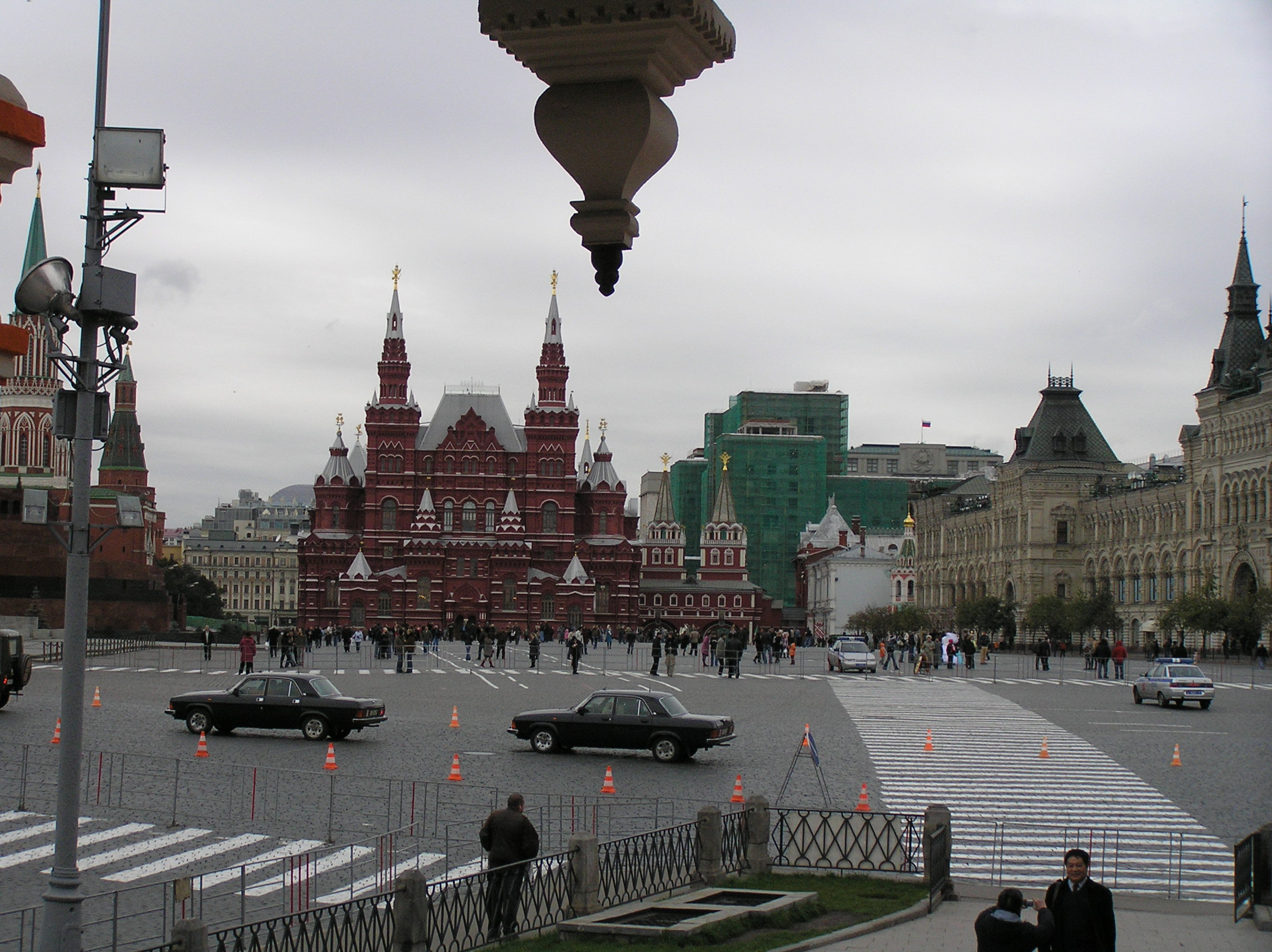
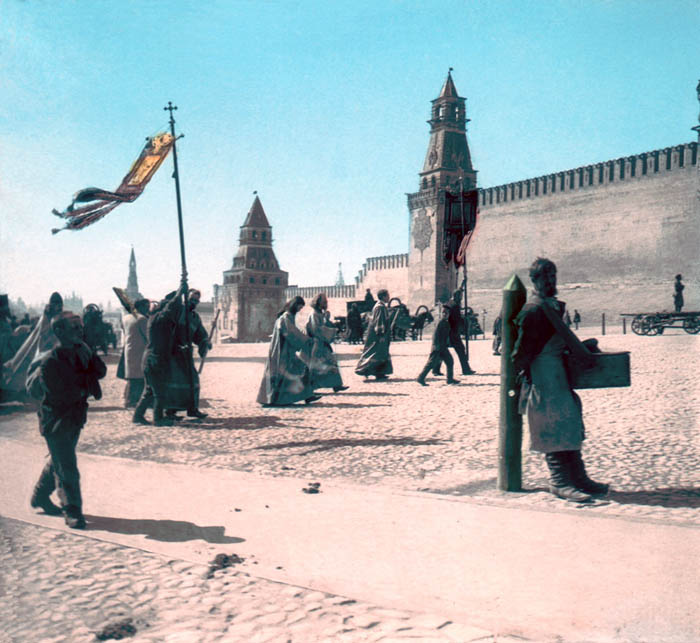
Франтішек Краткий. Хода з іконою на Красній площі (1896)
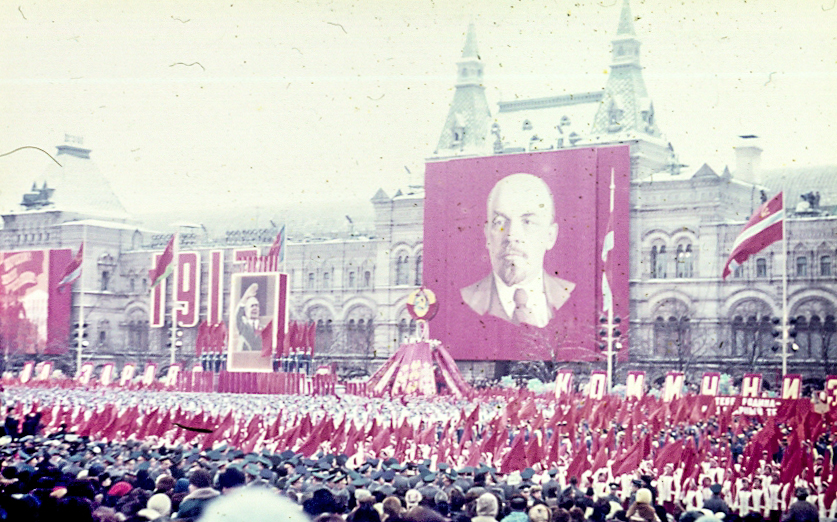
Красна площа під час святкування 60-річчя Жовтневого перевороту
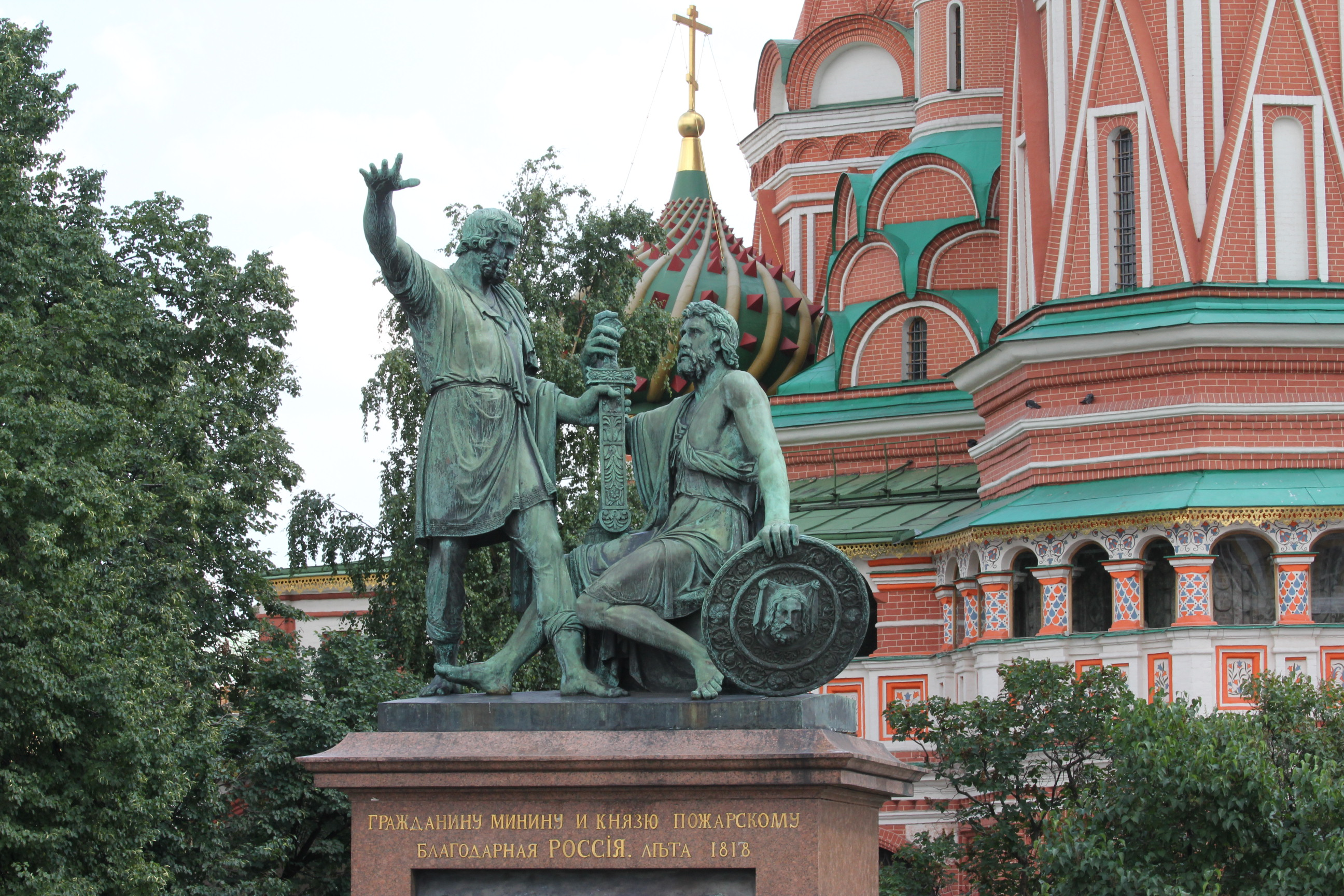
Пам'ятник Мініну і Пожарському

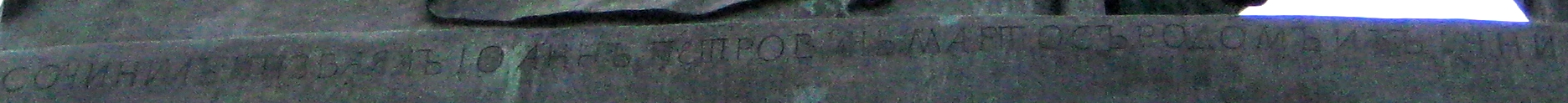
Напис на пам'ятнику Мініну і Пожарському

## Цікаві факти
На постаменті пам'ятника Мініну і Пожарському з заднього боку є напис, що пам'ятник зроблений уродженцем містечка Ічні.